# Realization

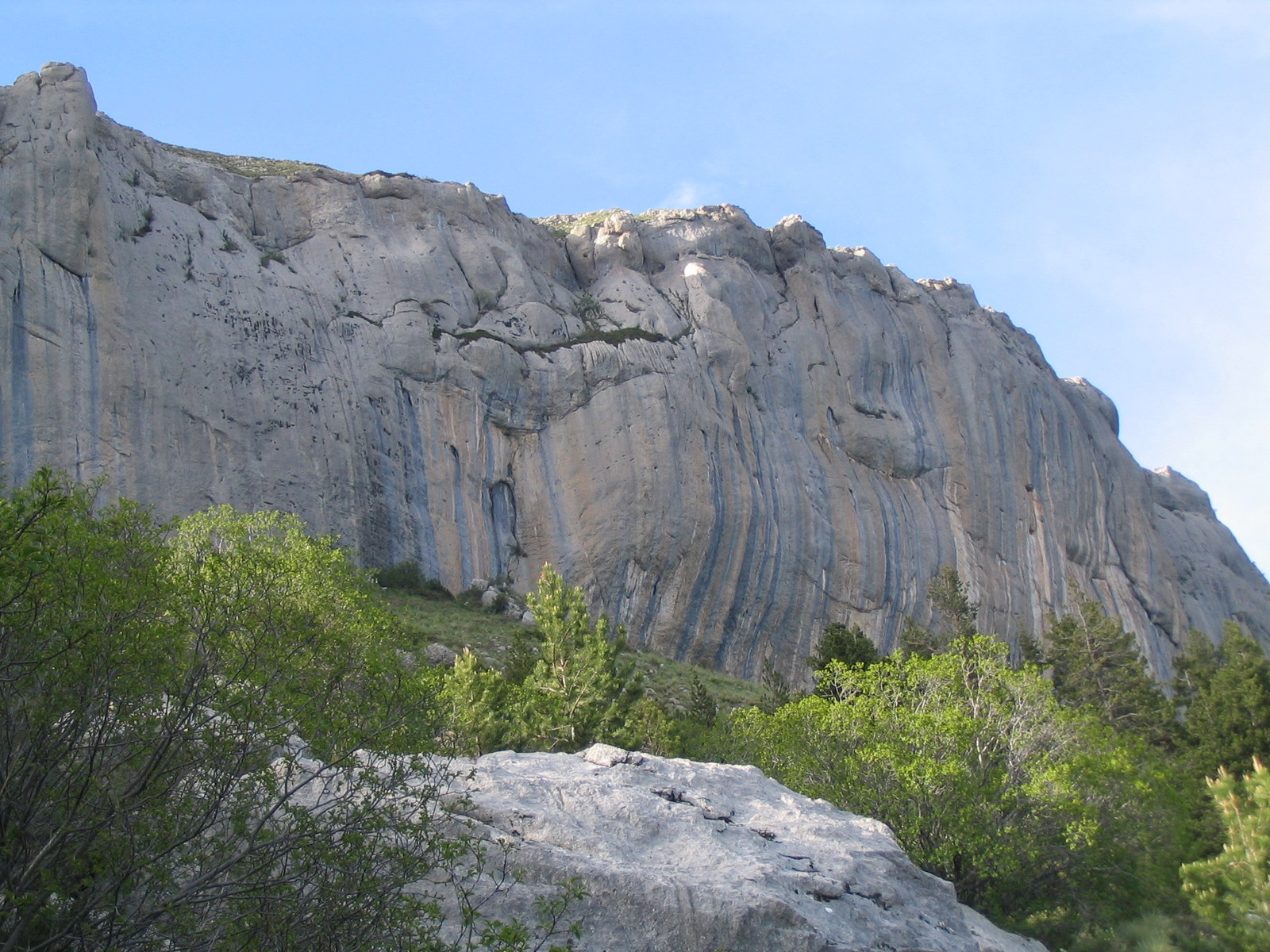
Sektoren Berlin und Biographie

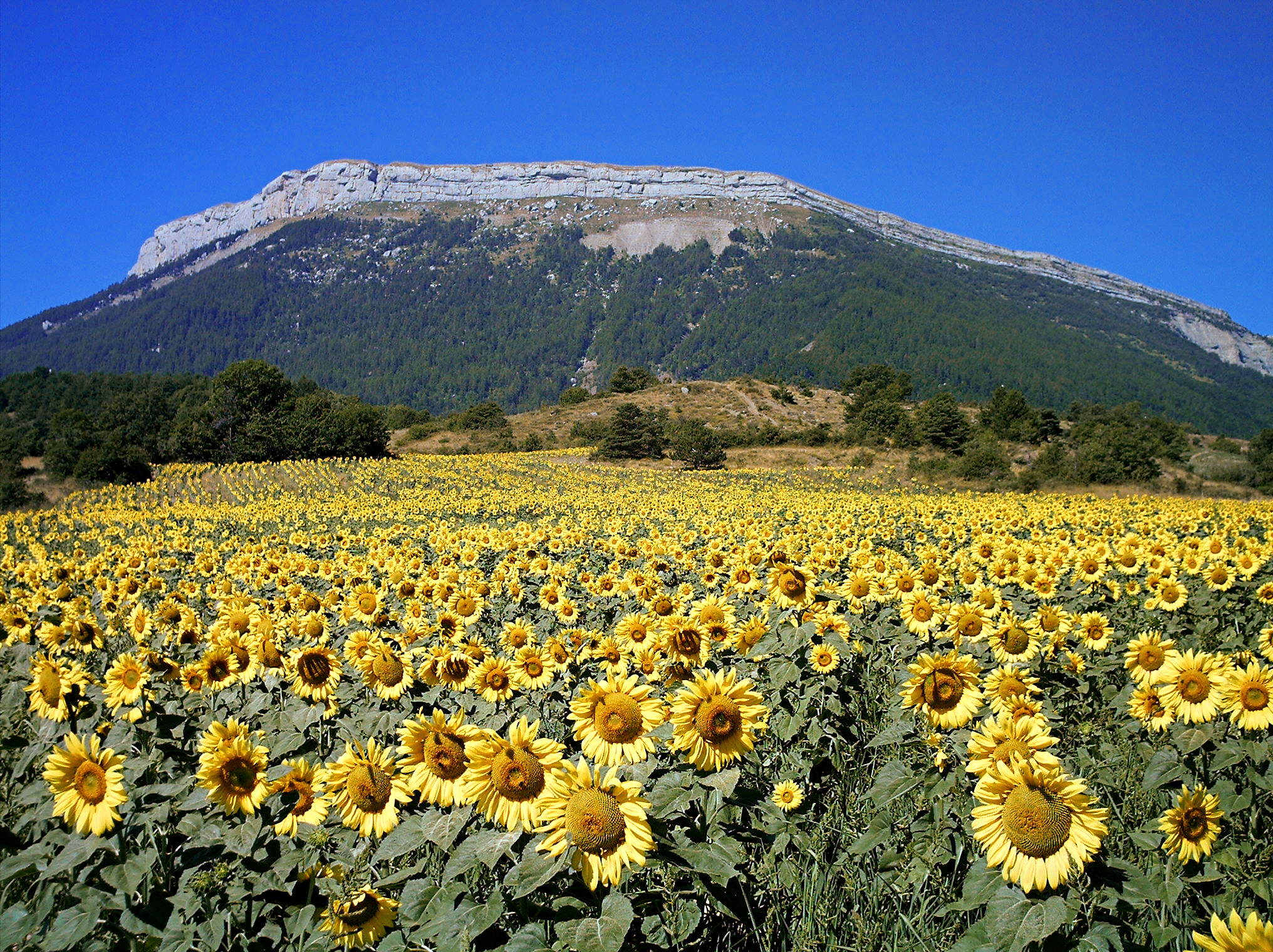
Cliff von Céüse

Realization, häufig auch Biographie, ist eine 2001 von Chris Sharma erstbegangene Kletterroute im Klettergebiet Céüse (Frankreich). Sie war weltweit die erste Route im Grad 9a+, bei der der Schwierigkeitsgrad von anderen Kletterern bestätigt und somit zum Konsens wurde.

## Geschichte und Name
Eingebohrt wurde die Route 1989 von Jean-Christophe Lafaille, der untere Abschnitt (Schwierigkeitsgrad 8c+) wurde 1996 von Arnaud Petit erstbegangen. Petit nannte die Route Biographie. Die Schlüsselstelle von Realization im Schwierigkeitsgrad Fb. 7b+ liegt oberhalb des Umlenkers der Route Biographie. Chris Sharma konnte als erster die ganze Linie am Stück klettern und gab ihr den Namen Realization.
Da in Frankreich der Routenname meist vom Erschließer einer Route vorgegeben wird (und nicht, wie in den meisten anderen Ländern üblich, vom Erstbegeher), wird die Route bis heute vor allem in Frankreich teilweise mit ihrem ursprünglichen Namen Biographie (manchmal auch als Biographie Extension) bezeichnet, auch der spanische Wiederholer Patxi Usobiaga Lakunza verwendete diesen Namen.
Im September 2017 gelang Margo Hayes als erste Frau die Wiederholung der Route. Bisher konnten 19 Kletterer die Route wiederholen.

## Erste Route mit Schwierigkeitsgrad 9a+?
Die 1996 durch Alexander Huber erstbegangene und von ihm als 9a eingestufte Route Open Air am Schleierwasserfall in Tirol wurde vom ersten Wiederholer Adam Ondra im Jahr 2008 ebenfalls mit 9a+ bewertet. Somit wäre diese erste Route in diesem Schwierigkeitsgrad bereits fünf Jahre vor Realization geklettert worden. Allerdings bestehen Zweifel, ob Open Air durch das Wegbrechen eher loser Haltegriffe im Laufe der Jahre schwerer wurde und Ondra somit insgesamt eine andere Route kletterte als Huber.

## Begehungen
- Chris Sharma (Juli 2001; Erstbegehung)[3]
- Sylvain Millet (Mai 2004)[4]
- Patxi Usobiaga Lakunza (Juli 2004)[5]
- Dave Graham (Juli 2007)[6]
- Ethan Pringle (September 2007), Pringle schlug eine Abwertung auf 9a vor[7]
- Ramón Julián Puigblanque (Juli 2008)[8]
- Enzo Oddo (15. August 2010 im Alter von 15 Jahren)[9]
- Jonathan Siegrist (1. Juni 2014)[10]
- Alexander Megos (Ein-Tages-Begehung im 3. Versuch, 11. Juli 2014)[11]
- Adam Ondra (22. Juli 2014)[12]
- Sachi Amma (7. August 2014)[13]
- Stefano Ghisolfi (22. Juni 2015)[14]
- Jon Cardwell (25. Mai 2016)[15]
- Sean Bailey (5. August 2016)[16]
- Margo Hayes (24. September 2017; erste weibliche Begehung)[1]
- Piotr Schab (Juli 2018)[17]
- Stefano Carnati (September 2018)[17]
- Jorge Díaz-Rullo (Juli 2019)[17]
- Sébastien Bouin (Juni 2020)[18]